# Gros-Chêne (Havelange)
Pour les articles homonymes, voir Gros-Chêne.
Gros-Chêne est un hameau de la section Méan, faisant elle-même partie de la commune belge de Havelange située en Région wallonne dans la province de Namur.
Gros-Chêne fait partie de la Route du Fromage, et compte en effet une fromagerie, la Fromagerie du Gros-Chêne. À côté de cette activité gastronomique, complétée récemment par un restaurant, la Table du Gros Chêne, le hameau héberge le parcours de golf du Five Nations Golf Club.
Un gîte rural est également disponible.
Le hameau est le siège de l'ASBL Gros Chêne - Nature, une association qui a pour but la défense et la protection de l'environnement, de la nature et la qualité de la vie, tout particulièrement dans le hameau de Gros-Chêne.